# Riksväg 22, Norge
Riksväg 22 (norska: Riksvei 22) är en riksväg i sydöstra Norge som går mellan Fredrikstad (Øra) i Fredrikstads kommun i Østfold fylke och Europaväg 6 vid Hvam i Lillestrøms kommun i Akershus fylke. Sträckan mellan Homstvet och Laslett i Indre Østfolds kommun är gemensam med Europaväg 18. Den passerar genom kommunerna Fredrikstad, Sarpsborg, Rakkestad, Indre Østfold och Lillestrøm.
Exklusive den sträcka som är gemensam med Europaväg 18 är vägen 119,6 kilometer lång och asfalterad. Den passerar bland annat genom tätorterna Fredrikstad/Sarpsborg, Rakkestad, Mysen och Fetsund-Østersund.

## Anslutningar
Riksväg 22 ansluter till:
- Fylkesväg 107 (vid Fredrikstad)
- Riksväg 110 (vid Fredrikstad)
- Fylkesväg 130 (vid Fredrikstad)
- Fylkesväg 113 (vid Fredrikstad)
- Fylkesväg 107 (vid Årum)
- Europaväg 6 (vid Årum)
- Fylkesväg 118 (vid Sarpsborg)
- Fylkesväg 124 (vid Rakkestad)
- Fylkesväg 220 (vid Rakkestad)
- Fylkesväg 129 (vid Mysen)
- Fylkesväg 128 (vid Mysen)
- Europaväg 18 (vid Homstvet)
- Fylkesväg 123 (vid Homstvet)
- Europaväg 18 (vid Laslett)
- Fylkesväg 129 (vid Laslett)
- Fylkesväg 115 (vid Skjønhaug)
- Fylkesväg 169 (vid Fjellsrud)
- Fylkesväg 170 (vid Østersund)
- Fylkesväg 172 (vid Østersund)
- Riksväg 159 (vid Lillestrøm)
- Fylkesväg 120 (vid Kjeller)
- Riksväg 226 (vid Kjeller)
- Fylkesväg 158 (vid Hvam)
- Europaväg 6 (vid Hvam)
- Fylkesväg 22 (vid Hvam)

## Bilder

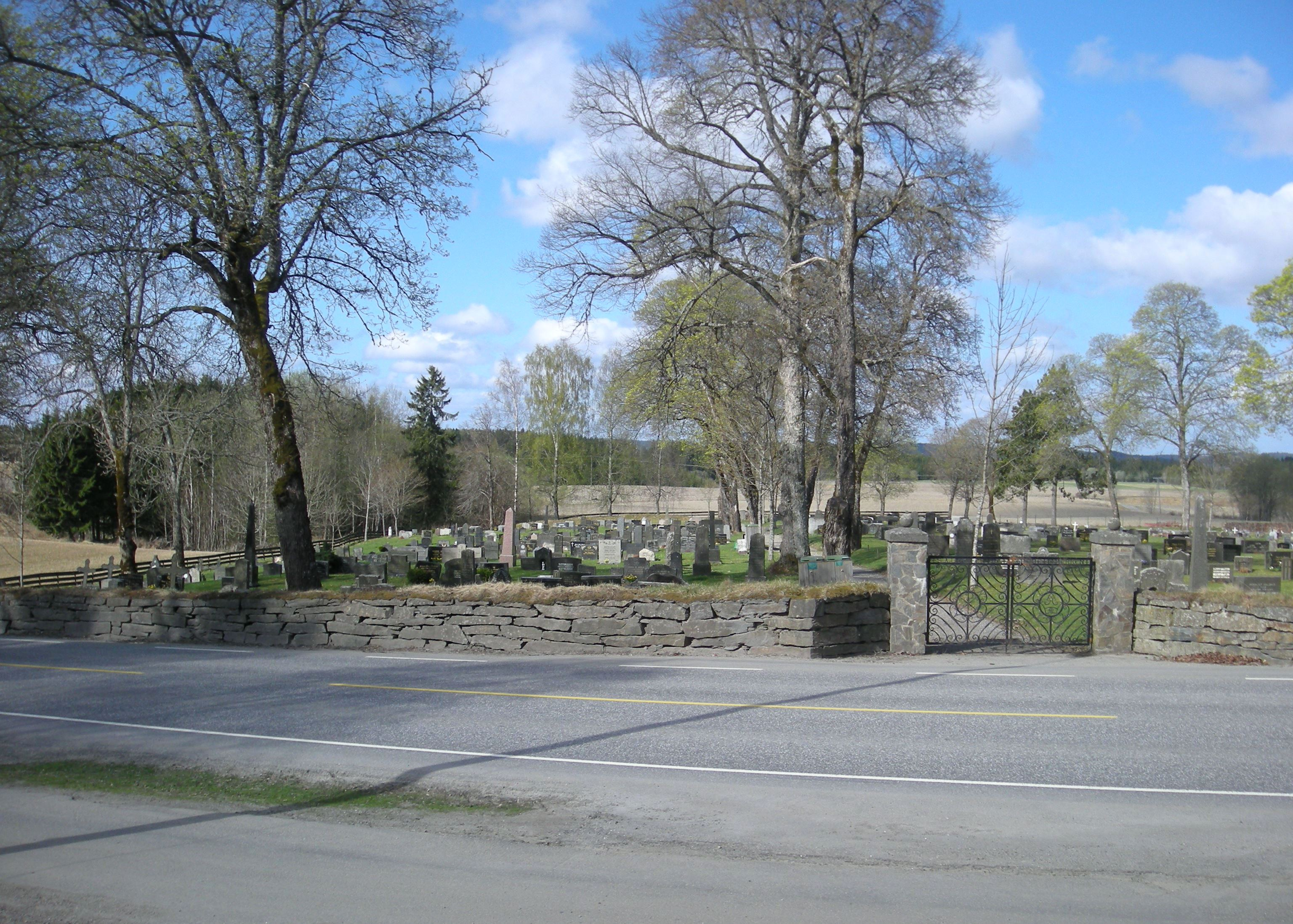
Riksväg 22 vid Båstads kyrka.
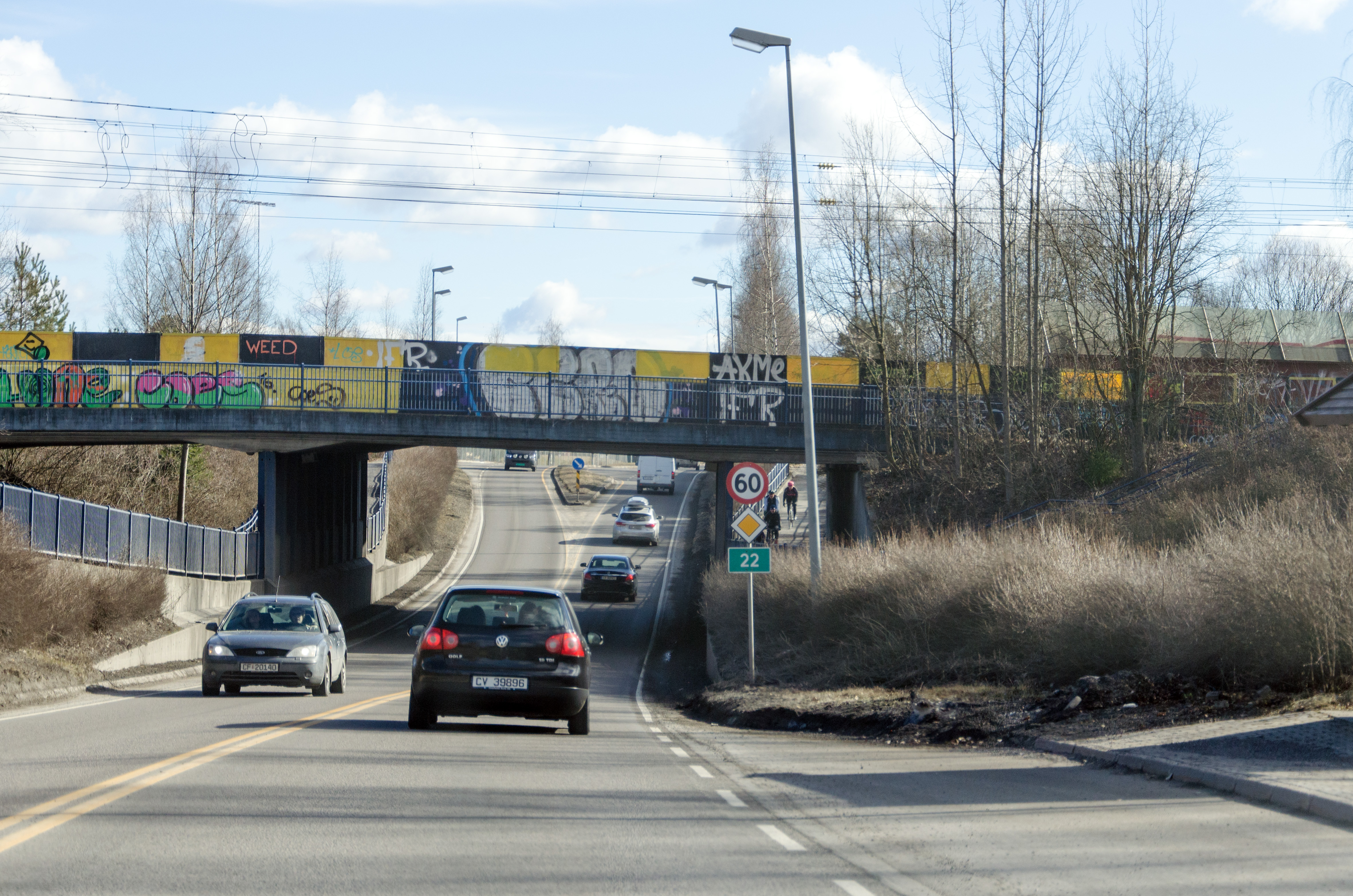
Riksväg 22 vid Hovedbanen i Lillestrøm